# Isaac-Étienne Peyrot
Pour les articles homonymes, voir Peyrot.
Isaac-Étienne Peyrot est un homme politique français né le 27 avril 1764 à Silhac (Vivarais) et mort le 31 octobre 1848 à Silhac (Ardèche).

## Biographie
Isaac-Etienne Peyrot naît le 27 avril 1764 au hameau de Lorme, à Silhac. Il est le fils de Pierre Peyrot et de Catherine de Glo. 
Médecin à Vernoux-en-Vivarais, il est maire de Silhac en 1789, puis membre du directoire de Vernoux puis à celui de Tournon-sur-Rhône. Conseiller général en 1791, il est maire de Vernoux en 1793. Il est député de l'Ardèche en 1815, lors des Cent-Jours.
Il meurt le 31 octobre 1848 à Vaugeron, dans la commune de Silhac. 

## Distinctions
- Chevalier de la Légion d'honneur (28 septembre 1831)[1]

## Sources
- « Isaac-Étienne Peyrot », dans Adolphe Robert et Gaston Cougny, Dictionnaire des parlementaires français, Edgar Bourloton, 1889-1891 [détail de l’édition], p. 613